# Canon EOS 5D Mark II
Canon EOS 5D Mark II är en digital systemkamera från Canon. Den lanserades 17 september 2008. Kameran har en fullformatssensor av CMOS-typ med 21 megapixels upplösning. Kameran är en uppföljare till Canon EOS 5D som lanserades 2005. Kameran är främst avsedd för semiprofessionella och professionella fotografer. 
Kameran är jämfört med sin föregångare uppdaterad på ett stort antal punkter, men mest iögonfallande torde vara möjligheten att filma. Kameran blev dock inte den första digitala systemkameran med denna möjlighet eftersom Nikon släppte sin D90 några veckor tidigare. Filmningsstiden är hos Canon EOS 5D Mark II begränsad till 29:59 minuter för att undvika att klassificeras som en videokamera.

## Teknik i urval
- 21 megapixel CMOS-sensor
- Automatisk sensorrengöring
- ISO 50 – 25 600
- 3,9 bilder/s
- DIGIC 4-processor
- 3,0" skärm, 920 000 punkter med Live view
- Möjlighet att spela in film i HD-kvalitet